# Swelinia
Swelinia je potok (nazývaný také Swelina, Potok Menzla či Potok Graniczny, německy Menzelbach či Der Grenzfließ), který pramení východně od obce Bernardowo v mokřadech přírodní rezervace Rezerwat przyrody Łęg nad Swelinią (Trojměstský krajinný park - Trójmiejski Park Krajobrazowy) na společné hranici katastrů čtvrtí Orłowo a Mały Kack města Gdyně v Pomořském vojvodství v severním Polsku. Potok ústí do Gdaňského zálivu Baltského moře. Potok má délku 2,6 km.
Potok dále teče přibližně východním smětem a napájí rybník Staw Mazowiecki s ostrůvkem uprostřed a tvoří hranici mezi Orłowem a čtvrtí Dolny Sopot města Sopoty. Pak podtéká pod železniční tratí a silnicemi (Aleja Niepodległości, Aleja Zwycięstwa) a vtéká do přírodní rezervace Jar Swelini, kde se klikatí v úzkém kaňonu. Následně protéká písečnou pláží, kde v ústí do moře vytváří malou, avšak vlivem moře tvarově proměnlivou, deltu.

## Další informace
První písemná zmínka o potoku pochází z roku 1235.
Kolem potoka vedou turistické stezky.

## Galerie

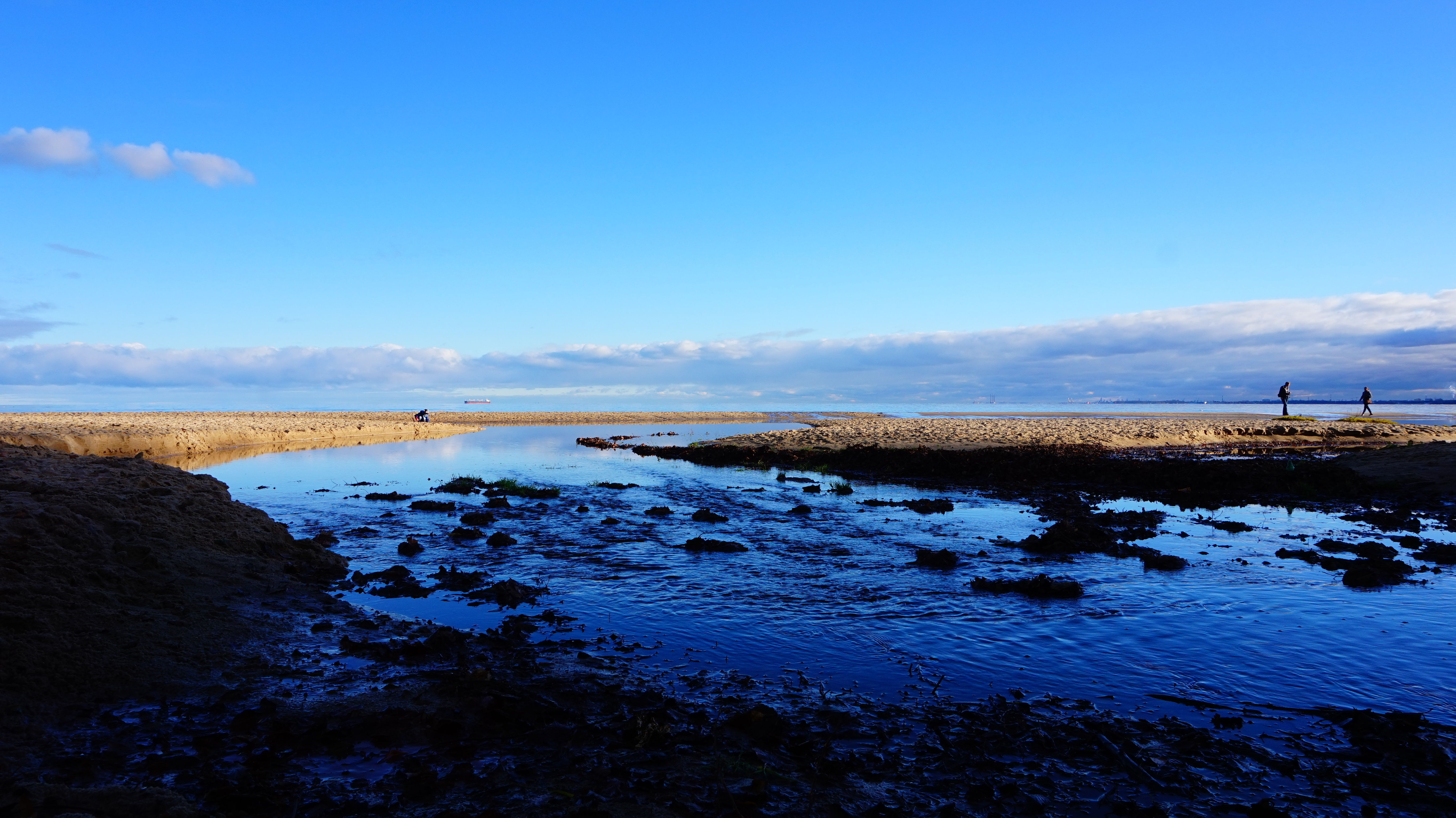
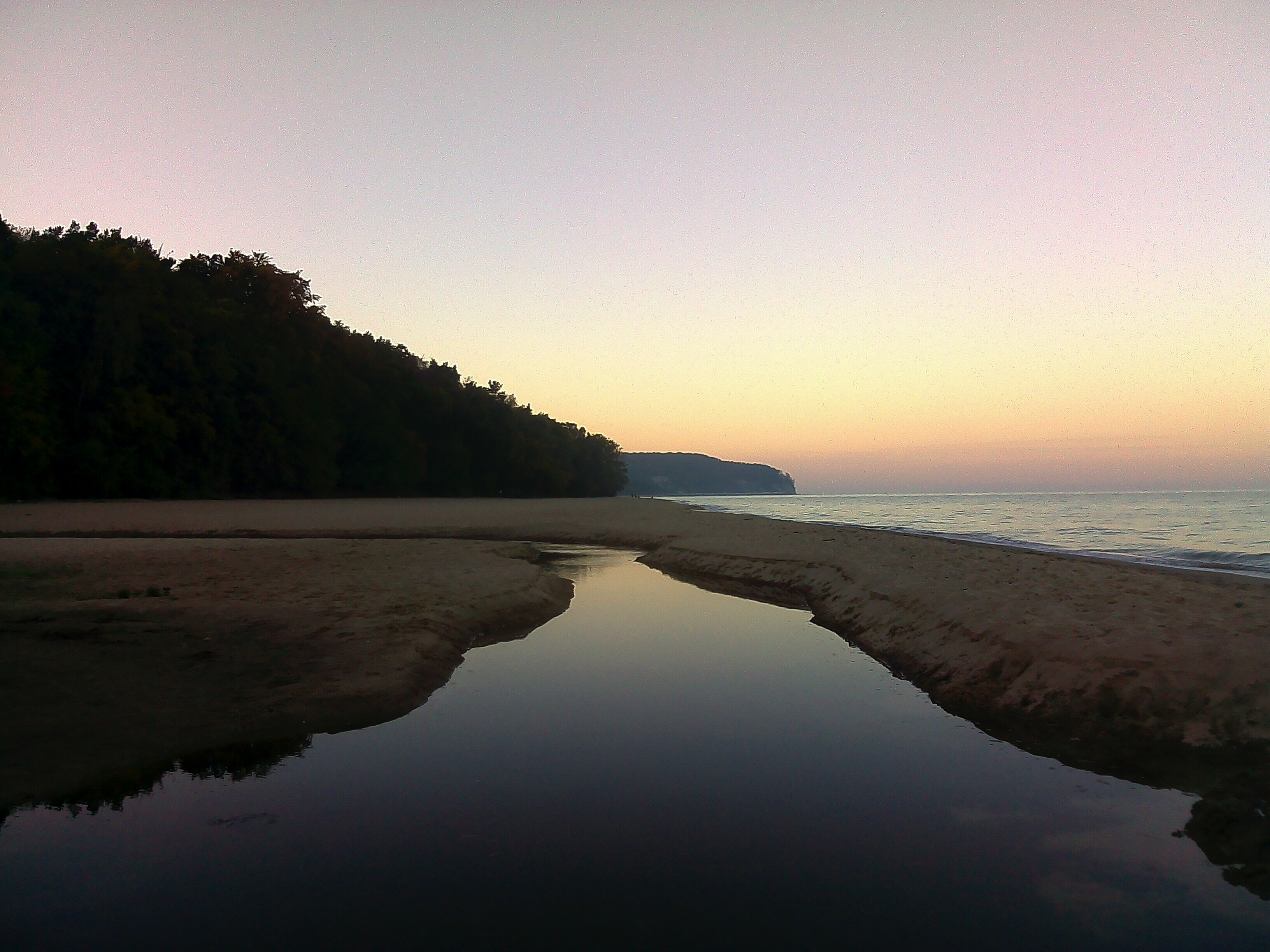
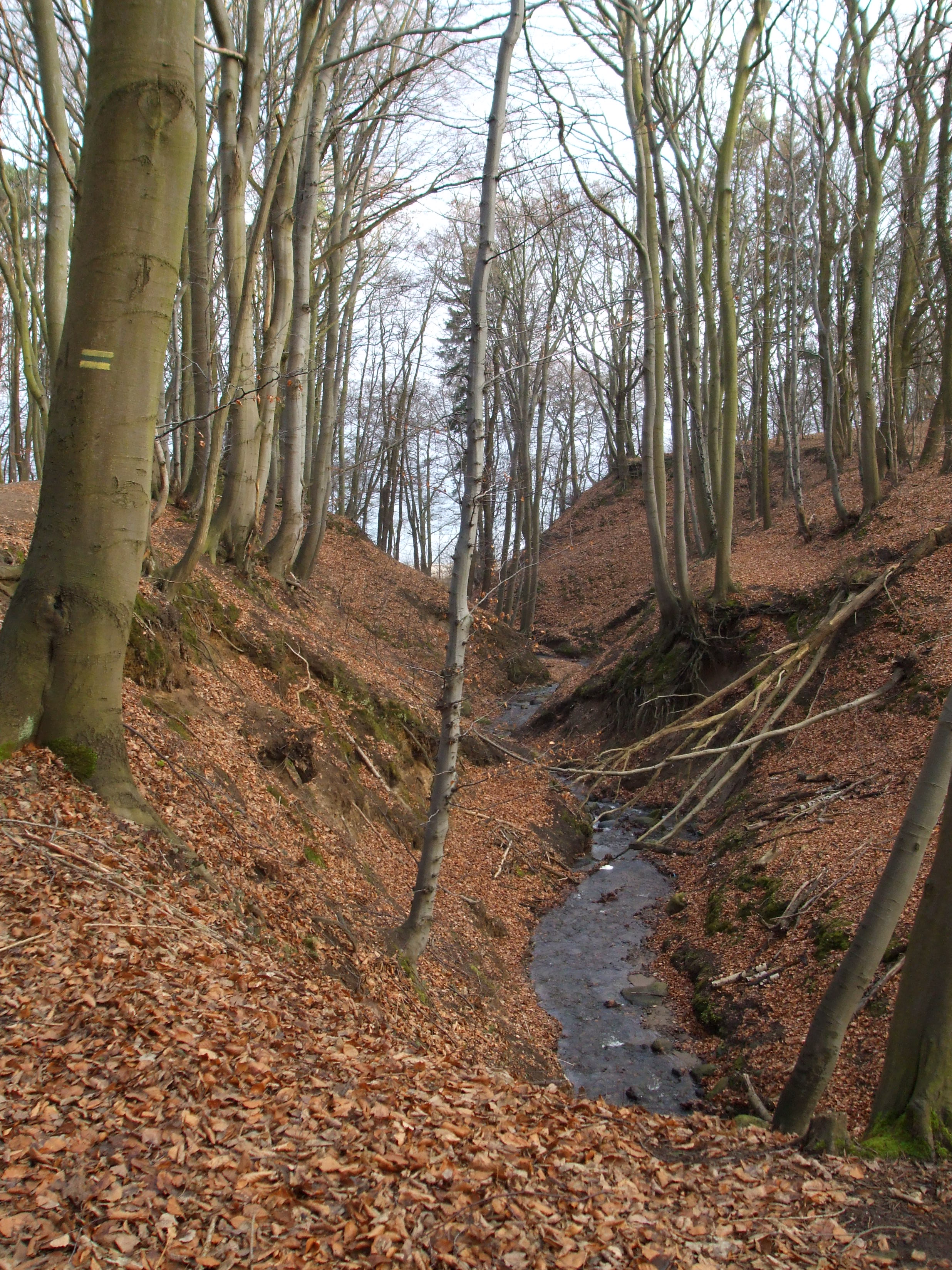
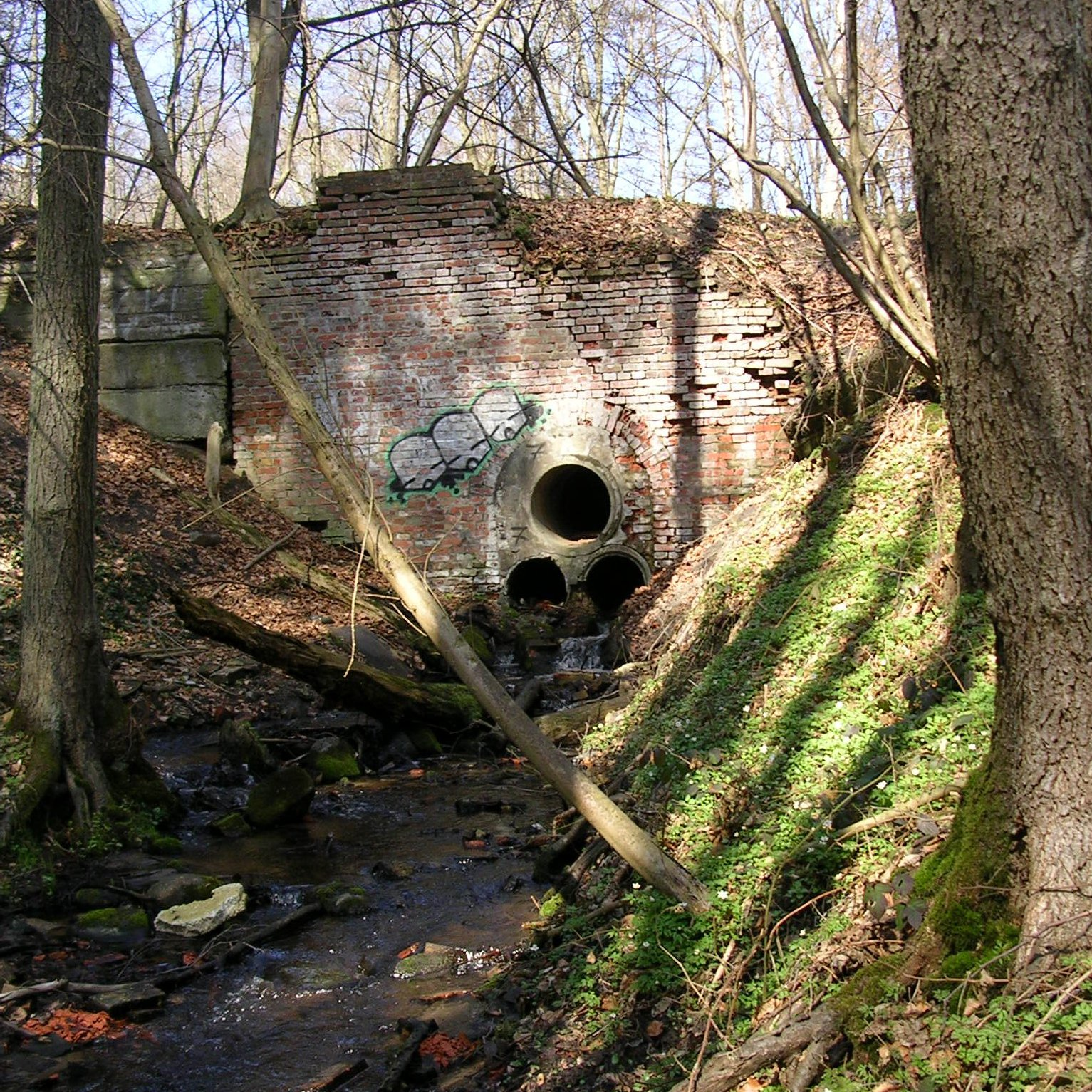
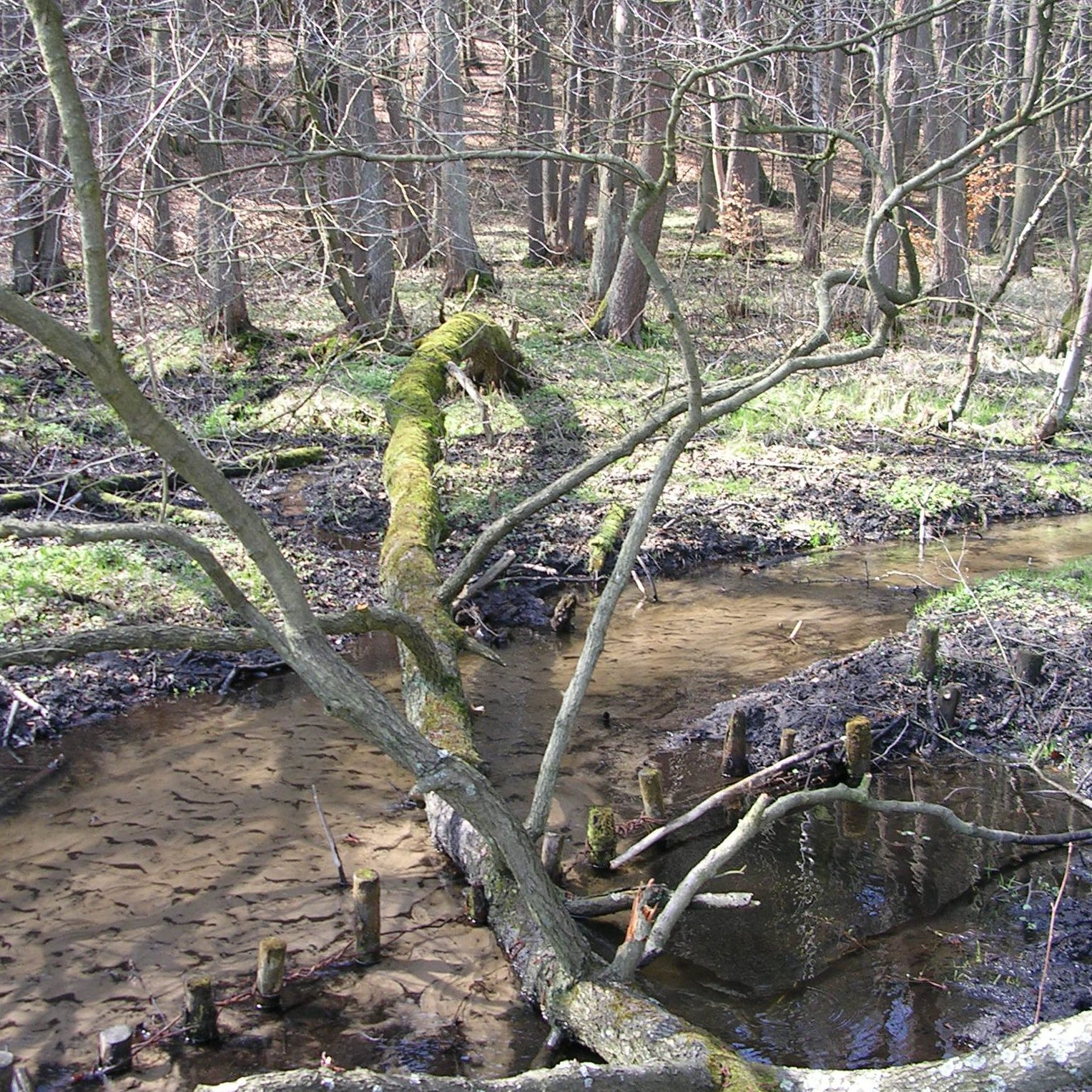
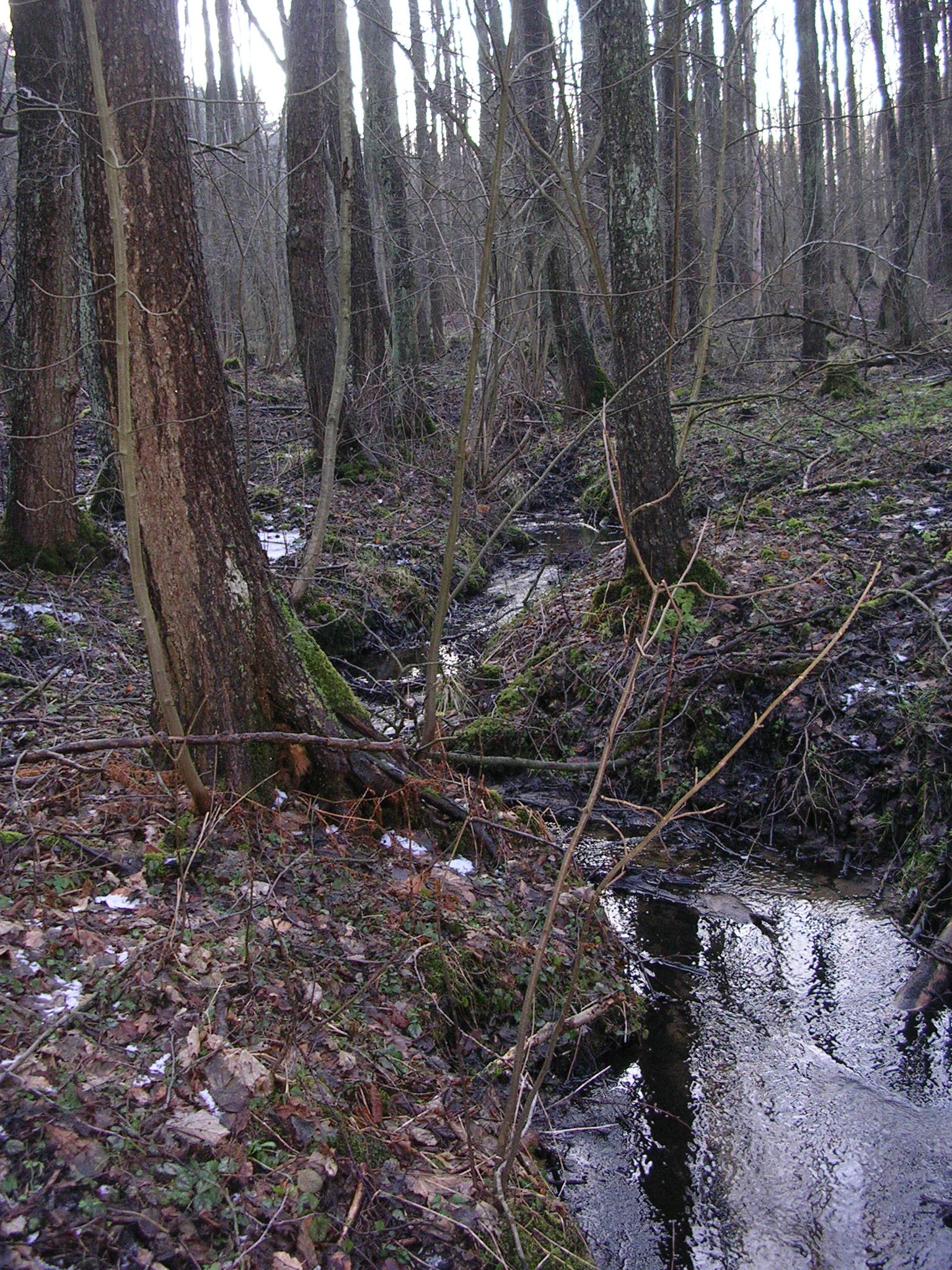
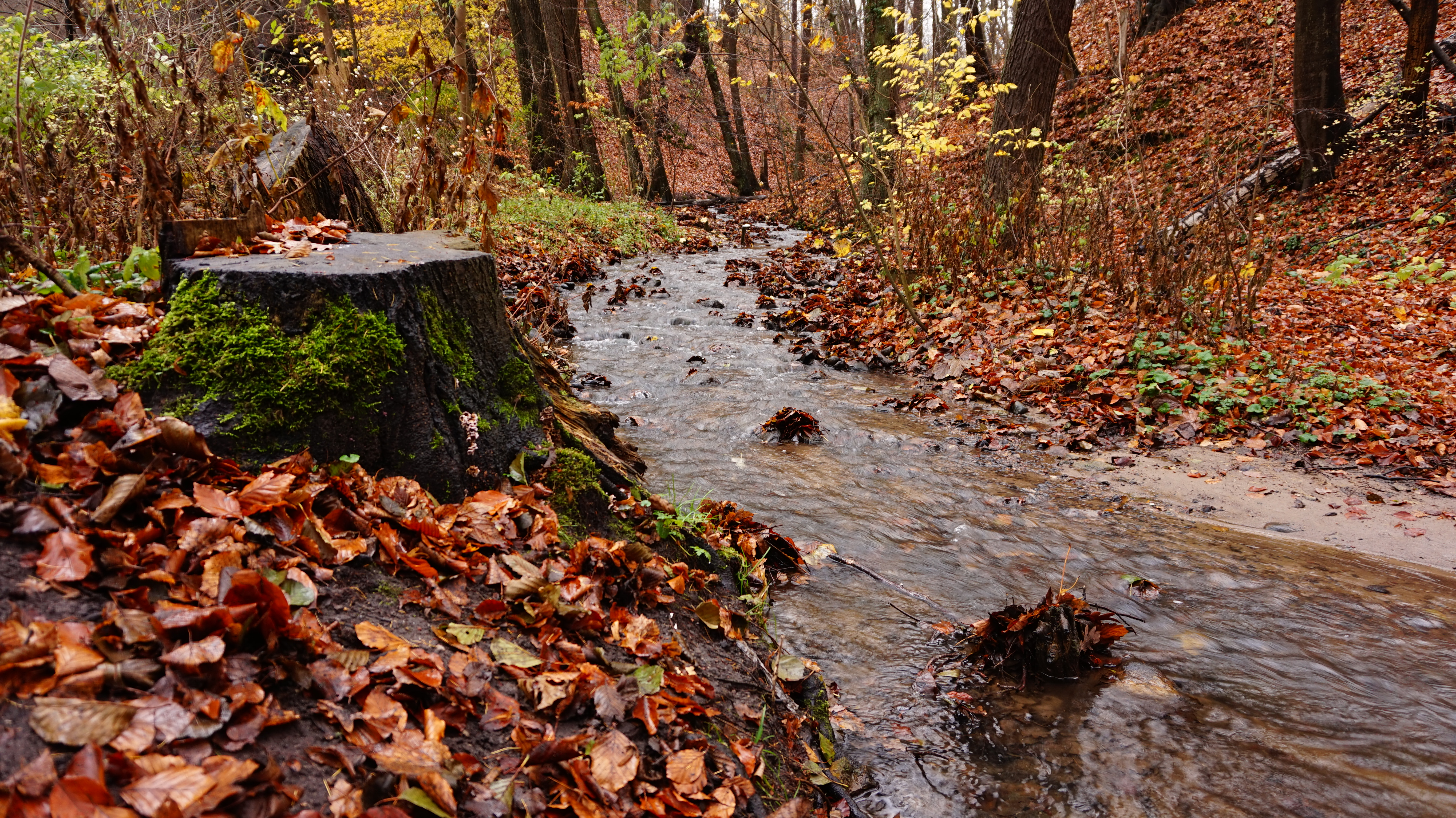
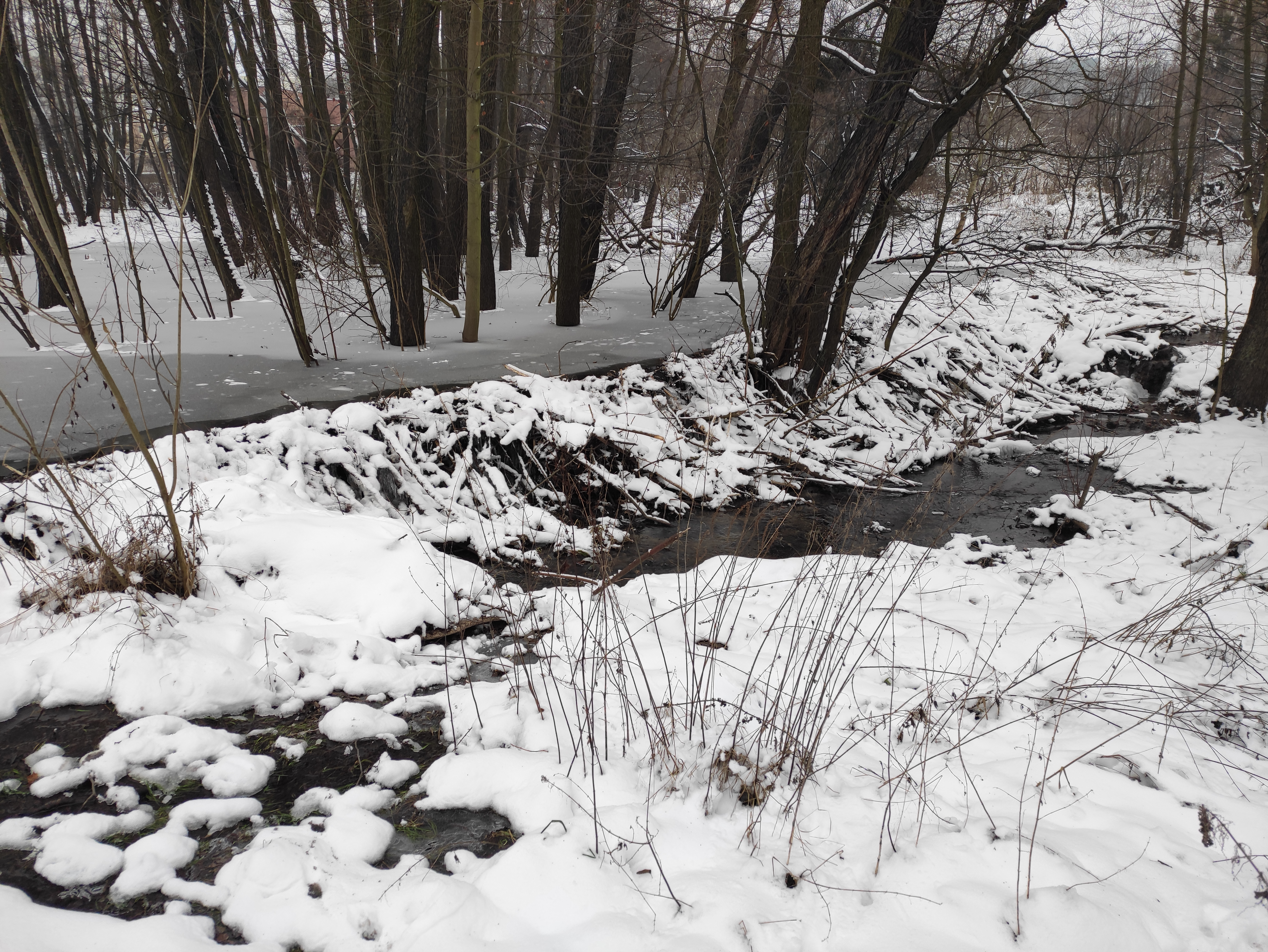